# Celosterna ritsema
Celosterna ritsema är en skalbaggsart som beskrevs av Heller 1907. Celosterna ritsema ingår i släktet Celosterna och familjen långhorningar. Inga underarter finns listade.